# Bidule de Tarmacadam
Bidule de Tarmacadam est une série télévisée jeunesse québécoise en 127 épisodes de 25 minutes diffusée entre le 29 septembre 1966 et le 28 mai 1970 à la télévision de Radio-Canada.

## Synopsis
La série prend place à Tarmacadam, un très petit hameau d'à peine 3 à 4 maisons avec un magasin général tenu par Madame Bouline (Denise Morelle). On y retrouvait Bidule (joué par Ronald France), un grand garçon timide et parfois gauche, et ses amis (représentés par Jean-Louis Millette et Monique Rioux). Bidule avait un père, Maître Piochon, personnage imposant et toujours en train de malmener son fils.
Monsieur Arriviste Crétin (Yvon Thiboutot) remplacera Madame Bouline en tant qu'épicier.
Bidule de Tarmacadam était une troupe de théâtre itinérante qui donnait un nouveau spectacle dans une école différente chaque semaine.
La trame musicale était la version instrumentale de These Boots Are Made for Walkin' de Nancy Sinatra.

## Distribution
- Gilbert Chénier : Maître Piochon
- Ronald France : Bidule (fils de Maître Piochon)
- Jean-Louis Millette : Spidé
- Denise Morelle : Mame Bouline
- Monique Rioux : Farinette (fille du maire)
- Yvon Thiboutot : Arriviste Crétin
- Marie-Claire Nolin : Jojo-les-bras-blancs (cousine de Farinette)

## Épisodes
Le 27 mai 1969, on célébrait la 100e émission.
Bidule de Tarmacadam est de retour pour la dernière saison 1969-1970 avec un nouveau personnage Jojo-les-bras-blancs personnifié par Marie-Claire Nolin.

### Titres et synopsis des épisodes
1. Les aventures de Bidule, livreur au magasin général de Mame Bouline. Avec Ronald France, Denise Morelle, Jean-Louis Millette et Gilbert Chénier. Aujourd’hui : de Laval-des-Rapides. Premier épisode de la série. Diffusion : le jeudi 29 septembre 1966 à 17 h 30.
2. Bidule frappe un arbre.  À la suite de cet accident, il est amnésique et il se sent transformer en chenille.  Diffusion : le jeudi 6 octobre 1966, à 17:30.
3. Me Piochon part en voyage.  Bidule, découragé, s’ennuie.  Diffusion : le jeudi 12 octobre 1967, à 17:30.
4. « Bon pied, bon œil ».  Diffusion : le jeudi 6 juin 1968, à 17:30.
5. « Les Olympiades ».  Diffusion : le jeudi 13 juin 1968, à 17:30.
6. « La Magie ».  Diffusion : le jeudi 20 juin 1968, à 17:30.
7. « Les Céréales ».  Diffusion : le jeudi 27 juin 1968, à 17:30.
8. « Les Yéyés ».  Diffusion : le jeudi 4 juillet 1968, à 17:30.
9. « La Tombola ».  Diffusion : le jeudi 11 juillet 1968, à 17:30.
10. « Théâtre Aurore ».  Diffusion : le jeudi 18 juillet 1968, à 17:30.
11. « Le Rêve de Bouline ».  Diffusion : le jeudi 25 juillet 1968, à 17:30.
12. « La Faiblesse de Piochon ».  Diffusion : le jeudi 1er août 1968, à 17:30.
13. « La Statue ».  Diffusion : le jeudi 8 août 1968, à 17:30.
14. « Les Ancêtres de Bidule ».  Diffusion : le jeudi 15 août 1968, à 17:30.
15. « Tarmacadam en Grèce ».  Diffusion : le jeudi 22 août 1968, à 17:30.
16. « La Peur de Bidule ».  Diffusion : le jeudi 29 août 1968, à 17:30.
17. « Les Robots ».  Diffusion : le jeudi 19 septembre 1968, à 17:30.
18. « Le Procès de Piochon ».  Diffusion : le jeudi 26 septembre 1968, à 17:30.
19. « Le Premier Bal de Farinette ».  Diffusion : le jeudi 3 octobre 1968, à 17:30.
20. « La Fortune ».  Diffusion : le jeudi 10 octobre 1968, à 17:30.
21. « La patte (les faux-pas) ».  Diffusion : le jeudi 25 septembre 1969, à 17:30.
22. « Qu’en penserait Icare? ».  Diffusion : le jeudi 2 octobre 1969, à 17:30.
23. « Le cœur sur le gant ».  Diffusion : le jeudi 9 octobre 1969, à 17:30.
24. « Le Spiritisme ».  Jojo-les-bras-blancs, aidée de sa cousine Farinette, fait échouer la séance de spirtisme que Crétin prépare pour se moquer du père de Bidule.  Diffusion : le jeudi 16 octobre 1969, à 17:30.
25. « Le Mariage forcé ».  Crétin : « Bidule est amoureux de Jojo ».  Piochon : « Il faut les marier ».  Farinette : « Pas d’accord, je me vengerai ».  Et bidule épousera une mariée qui n’est pas une mariée, sera félicité par un curé, pas curé, mais Crétin, aux rires joyeux de Farinette.  Diffusion : le jeudi 23 octobre 1969, à 17:30.
26. « Le Bracelet ».  Jojo et Farinette reçoivent un bracelet souvenir d’une vieille tante.  Jojo le trouve horrible.  Une vieille achète de Bidule et Spidé une grosse quantité de bonbons et leur laisse en gage un bracelet.  M. Crétin est déçu, le bracelet ne vaut rien.  Diffusion : le jeudi 30 octobre 1969, à 17:30.
27. « Un cas mental ».  Diffusion : le jeudi 13 novembre 1969, à 17:30.
28. « L’Agent de police ».  Diffusion : le jeudi 20 novembre 1969, à 17:30.
29. « Le Détecteur de mensonges ».  Diffusion : le jeudi 11 décembre 1969, à 17:30.
30. « L’Arrivée du rinopotame ».  Diffusion : le jeudi 22 janvier 1970, à 17:30.
31. « On revient toujours sur le lieu du crime ».  Diffusion : le jeudi 29 janvier 1970, à 16:30.
32. « La Contemplation active ».  Diffusion : le jeudi 12 mars 1970, à 16:30.
33. « Une chasse improvisée ».  Diffusion : le vendredi 26 mars 1970, à 16:30.
- À partir du vendredi 6 juin 1975, Radio-Canada rediffuse certains épisodes de Bidule de Tarmacadam.  Aucun titre, ni synopsis n’est indiqué lors de la diffusion du premier épisode.

34. « Au voleur ».  Diffusion : le vendredi 13 juin 1975, à 16:30.
35. « L’Exercice, c’est la santé ».  Diffusion : le vendredi 20 juin 1975, à 16:30.
36. « Le Numéro de cirque ».  Diffusion : le vendredi 27 juin 1975, à 16:30.
37. « Les Rhumatisme de Piochon ».  Diffusion : le vendredi 11 juillet 1975, à 16:30.
38. « Menaces malédictives et d’autres malheurs ».  Diffusion : le vendredi 18 juillet 1975, à 16:30.
39. « Le Duel ».  Diffusion : le vendredi 25 juillet 1975, à 16:30.
40. « Les Hallucinations ».  Diffusion : le vendredi 1er août 1975, à 16:30.
41. « Le Faussaire ».  Diffusion : le vendredi 8 août 1975, à 16:30.
42. « Le Prix Nobel ».  Diffusion : le vendredi 15 août 1975, à 16:30.
43. « L’Amour, l’abeille et les fleurs ».  Diffusion : le vendredi 29 août 1975, à 16:30.
44. « Le Fossé des générations ».  Diffusion : le vendredi 5 septembre 1975, à 16:30.
45. « L’Or noir ».  Diffusion : le vendredi 12 septembre 1975, à 16:30.
46. « Les Animaux savants ».  Diffusion : le vendredi 19 septembre 1975, à 16:30.
47. « La Pollution ».  Diffusion : le vendredi 26 septembre 1975, à 16:30.
48. « Silence, moteur action ».  Diffusion : le vendredi 3 octobre 1975, à 16:30.
49. « La Confusion des fantômes ».  Diffusion : le vendredi 17 octobre 1975, à 16:30.
50. « Le Serpent python ».  Diffusion : le vendredi 24 octobre 1975, à 16:30.
51. « Le Jugement dernier ».  Diffusion : le vendredi 31 octobre 1975, à 16:30.
52. « Sur la terre comme au ciel ».  Diffusion : le vendredi 7 novembre 1975, à 16:30.
53. « Sous le soleil des tropiques ».  Diffusion : le vendredi 14 novembre 1975, à 16:30.
54. « Le Mariage de Bidule ».  Diffusion : le vendredi 21 novembre 1975, à 16:30.
55. « Un gendarme à Tarmacadam ».  Diffusion : le vendredi 5 décembre 1975, à 16:30.
56. « L’Héritage africain ».  Diffusion : le vendredi 19 décembre 1975, à 16:30.
57. « Les Céréales Pop ».  Diffusion : le vendredi 2 janvier 1976, à 16:30.
- Épisodes dont la date de diffusion est à déterminer (diffusés sur la chaîne Artv durant l'année 2008-2009):

58. « Le combat de boxe ». Afin de gagner le cœur de Farinette, Bidule et Spidé s'entraînent à la boxe.
59. « Les métamorphoses de Bidule ». Possiblement le même épisode du jeudi 6 octobre 1966, à 17:30.
60. « Maîte Piochon cherche son âme dans une petite souris blanche ».
61. « Carmen et Hamlet ».
Source: La Semaine à Radio-Canada et Ici Radio-Canada - horaire de la télévision

## Fiche technique
- Scénarisation : Guy Fournier et Marcel Godin
- Réalisation : Hubert Blais ou Claude-H Blais
- Société de production : Société Radio-Canada